# Corry Vreeken
Corry Vreeken, właściwie Maria Cornelia Vreeken (z domu Bouwman, ur. 22 grudnia 1928 w Enkhuizen, zm. 26 lutego 2025) – holenderska szachistka.

## Kariera szachowa
W latach 60. i 70. XX wieku należała do ścisłej czołówki holenderskich szachistek. Wielokrotnie startowała w finałach indywidualnych mistrzostw Holandii, pięciokrotnie (1960, 1962, 1964, 1966, 1970) zdobywając złote medale. Pomiędzy 1963 a 1982 r. siedmiokrotnie reprezentowała swój kraj na szachowej olimpiadzie (w tym 5 razy na najtrudniejszej I szachownicy).
Dwukrotnie startowała w turniejach międzystrefowych (eliminacjach mistrzostw świata): w 1971 r. w Ochrydzie zajęła XIV, natomiast w 1976 r. w Rozendaal – X miejsce.
W 1962 r. zwyciężyła w Emmen, w 1967 zajęła II m. w. Beverwijk, w 1968 r. w Beverwijk podzieliła I-III m., natomiast w 1979 r. zajęła II m. w Hyeres. W 1980 r. zwyciężyła w kołowym turnieju w Biel/Bienne (z bardzo dobrym wynikiem 10 pkt w 11 partiach, wyprzedzając m.in. Giselę Fischdick i Ninę Høiberg), a w następnym roku w kolejnym turnieju rozegranym w tym mieście zajęła III miejsce (za Nieves Garcią Vicente i Else Thygesen).
W 1968 r. otrzymała tytuł mistrzyni międzynarodowej, natomiast w 1987 r. Międzynarodowa Federacja Szachowa przyznała jej honorowy tytuł arcymistrzyni, za wyniki osiągnięte w przeszłości.